# Florian Mennigen
Florian Mennigen (Ratzeburg, 10 aprile 1982) è un canottiere tedesco, vincitore della medaglia d'oro nell'8 con a Londra 2012.

## Palmarès
- Giochi olimpici

Londra 2012: oro nell'8 con.
- Campionati del mondo di canottaggio

2009 - Poznań: oro nell'8 con.
2010 - Lago Karapiro: oro nell'8 con.
2011 - Bled: oro nell'8 con.
- Campionati europei di canottaggio

2010 - Montemor-o-Velho: oro nell'8 con.